# Hvidovre
Hvidovre es la ciudad principal del municipio de Hvidovre, Dinamarca . La ciudad, un suburbio de Copenhague , está a unos 10 km al suroeste del centro de la capital. Es el segundo suburbio más grande de Copenhague, solo superado por Frederiksberg . También es una de las ciudades más grandes de toda Dinamarca.

## Historia
Hvidovre ha estado habitada desde tiempos prehistóricos. En 1929, se excavó en Hvidovre una espada de 3.500 años de la Edad del Bronce .
Una granja, Ovre (Aworthe), estaba ubicada en el área alrededor de 1170 cuando Esbern Snare se la dio a la abadía de Sorø, que luego se la pasó al obispo Absalon .  Se construyó una iglesia durante el período románico. El nombre Hvidovre, que significa White Ovre, se refiere al color de la iglesia, que fue construida con tiza blanca, a diferencia de la de Rødovre , Red Ovre, que fue construida en ladrillo rojo.

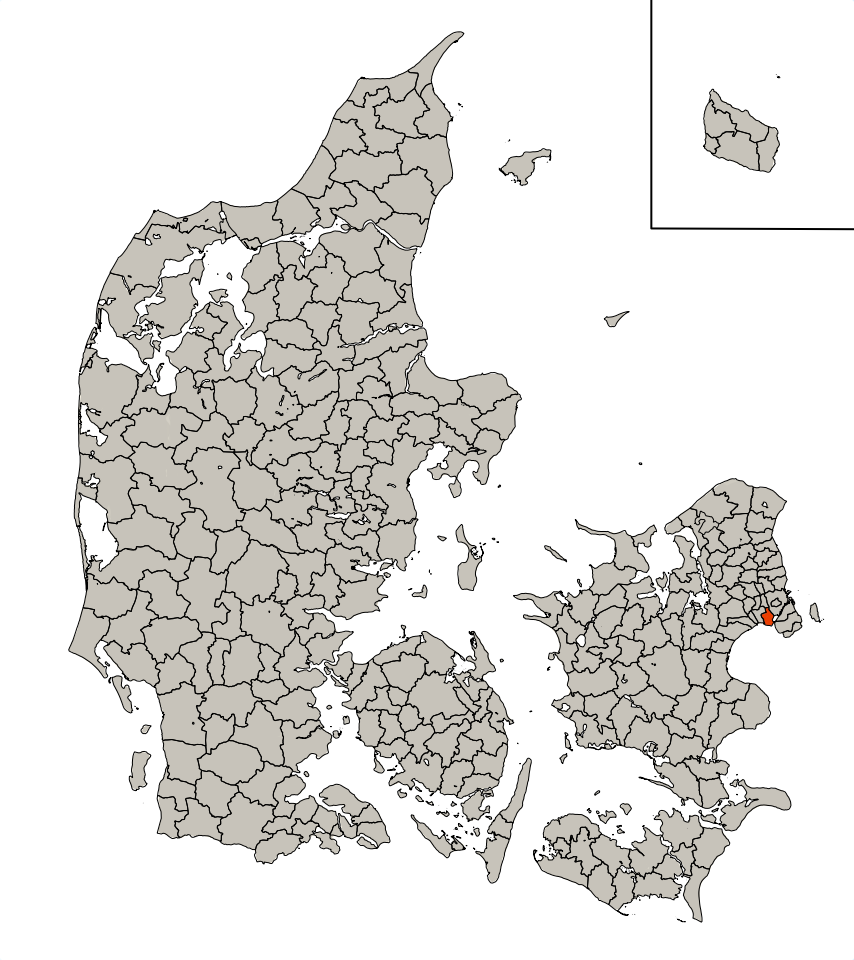
Ubicación en Dinamarca

Hvidovre no se convirtió en un verdadero pueblo hasta mediados del siglo XVII. En 1682 Hvidovre constaba de 18 granjas y 14 casas sin tierras agrícolas. En aquel entonces, solo se cultivaban unos pocos cultivos en la zona. En 1635 consistía en lo siguiente:  12% de centeno, 58% de cebada y 30% de avena.
Un edificio "Ford Box House"
Algunas de las tierras más cercanas a la frontera con Copenhague se convirtieron en parcelas en la década de 1920. Al final de la Primera Guerra Mundial, Copenhague sufrió una grave escasez de viviendas. Muchos de los agricultores de Hvidovre lo vieron como una oportunidad de obtener ganancias sustanciales vendiendo sus tierras en pequeños lotes. 3.226 de los 3.899 lotes que existían en Hvidovre en 1924 se habían vendido desde 1918.  Los compradores eran normalmente trabajadores de Copenhague y las casas a menudo se construían con cajas de Chevrolet o Ford , que se habían utilizado en el envío de automóviles. partes de América. Las cajas eran baratas y se entregaban en el sitio. Otros vivían en casas de verano ya existentes. El asentamiento no era legal pero en 1923 representaba el 34% de la población del municipio. 
En mayo de 1945, pocos días antes del final de la Segunda Guerra Mundial , tuvo lugar un tiroteo en la calle de Hvidovrevej entre guerrilleros de la Resistencia y miembros del Cuerpo HIPO .

### Población
A principios del siglo XX, Hvidovre seguía siendo una tranquila comunidad rural. En 1901, la parroquia todavía tenía una población de 500 habitantes.  Pero rápidamente comenzó su crecimiento a partir de ahí. En 1930, Hvidovre tenía una población de 6.523. Luego casi se había duplicado en 1940 a 12,014 personas justo antes de la Segunda Guerra Mundial . Afortunadamente, Hvidovre no dejó de crecer a causa de la Segunda Guerra Mundial . Nuevamente duplicó su población en solo 10 años con poco más de 23,000 personas en 1950. En 1960 Hvidovre tenía una población de 38,411. A partir de ahí, Hvidovre detuvo su rápido crecimiento, al igual que gran parte del resto del país. Y ahora, en 2020, Hvidovre tiene una población de 53,527. 

### Planificación del desarrollo urbano
El desarrollo urbano progresivo también tuvo un impacto en la planificación urbana. Cuando en 1947 se publicó el llamado "Finger Plan" - Propuesta de boceto del Plan Regional para el Gran Copenhague - con su propuesta de recoger el futuro desarrollo urbano en el área de la capital a lo largo de las líneas ferroviarias, también se asumió que Hvidovre podría crecer y en a largo plazo forman un área suburbana cohesiva junto con Avedøre y Brøndbyøster. El plan de dedo condujo a la adopción de la Ley de Regulación Urbana en 1949, que presuponía el establecimiento de un comité de desarrollo urbano para el área de Copenhague para planificar el futuro desarrollo urbano en el área del Gran Copenhague en forma de un llamado plan de desarrollo urbano. .
El 6 de octubre de 1949 se creó un comité de desarrollo urbano para el área de Copenhague, que el 2 de mayo de 1951 publicó el "Informe sobre el Plan de Desarrollo Urbano Parcial nº 2 para el área de desarrollo urbano del área de Copenhague". Como Hvidovre ya estaba parcialmente desarrollado y estaba directamente adyacente a áreas con servicio de tren S hacia el norte y el sur, la ciudad fue designada como uno de los lugares adecuados para el desarrollo urbano en términos de tráfico, y bajo la impresión de que el área se desarrolló en forma de alcantarillado, y se asumió que el desarrollo urbano no estaría en conflicto con la conservación y los intereses al aire libre, como un corredor verde alrededor de Harrestrup Å se mantuvo libre y se asumió que proporcionaba acceso a la costa en la bahía de Køge, toda el área de desarrollo urbano designado adyacente a Hvidovre se colocó en la zona interior, lo que significa que podría construirse cuando y si el consejo municipal lo quisiera.
El plan de desarrollo urbano original se actualizó posteriormente con el "Informe sobre el plan de desarrollo urbano parcial n. ° 9 para el área de desarrollo urbano del área de Copenhague" de 1972, que para Hvidovre, sin embargo, solo confirmó el plan anterior y el desarrollo urbano se llevó a cabo.

## Deporte

### Fútbol
La ciudad es conocida por su equipo de fútbol, Hvidovre IF. También es el lugar de nacimiento de Daniel Agger, Thomas Kahlenberg, Michael Krohn-Dehli y Jannik Vestergaard. El equipo de fútbol local HIF ha sido varias veces campeón de fútbol danés, por primera vez en 1966 y más reciente en 1981. El club de fútbol también ganó la Copa de Dinamarca en 1980. En 1967 llegaron a la UEFA Champions League, terminó ganando al ex campeón FC Basilea 5-4. Luego, sensacionalmente, obtuvieron un resultado de 2-2 en casa en la siguiente ronda contra uno de los clubes más grandes de la historia, el Real Madrid. Pero Hvidovre desafortunadamente no tuvo posibilidades contra el Real y fue derrotado por 5-1 frente a 90.000 fanáticos.

## Cultura
Un campo de producción cinematográfica Filmbyen (fundado por Lars von Trier y la compañía Zentropa de Peter Aalbæk Jensen ) se encuentra en Hvidovre, que ha sido descrito como "un peculiar centro cinematográfico postindustrial". 

## Geografía
Hvidovre se encuentra justo encima del paralelo 55 norte y al este del meridiano 12 este. Limita con Copenhague al este, Køge Bay al sur, Brøndby al oeste y Rødovre hacia el norte. Hvidovre es como el resto del país, muy plano. Su punto natural más alto es de 25 m (68 pies). El edificio más alto de Hvidovre, Rebæk Søpark, alcanza una altura de solo 53 m. Aunque la estructura más alta es la chimenea de casi 150 m (492 pies) de altura de la central eléctrica de Avedøre .
Hvidovre se encuentra junto a mucha agua. Hvidovre tiene una costa de más de 15 km de largo y también contiene un pequeño río de 20 km de largo que comienza en Albertslund , luego fluye a través del lago Damhus y entra en Hvidovre desde Rødovre , que es donde más tarde desemboca en el mar. En esa costa se encuentran dos pequeños puertos acogedores. Hvidovre Havn y Brøndby Havn. La mayoría de la gente puede pensar que Brøndby Havn está en Brøndby, pero en realidad es parte del municipio de Hvidovre y, por lo tanto, de la ciudad de Hvidovre.
Harrestrup Å en Hvidovre
Hvidovre es parte del Copenhague Vestegn. Es un término utilizado para los suburbios al oeste de Copenhague. 

### Clima
Hvidovre se encuentra en la zona de clima mediterráneo de verano cálido (Köppen: Cfb).  Aparte de las precipitaciones ligeramente superiores de octubre a diciembre, las precipitaciones son moderadas. Si bien las nevadas ocurren principalmente desde fines de diciembre hasta principios de marzo, sigue siendo una ocurrencia rara, ya que solo hay poco más de 5 días de nieve al año, por esta razón llueve principalmente incluso en invierno, con temperaturas promedio muy por encima del punto de congelación.
Mayo es el mes más soleado del año con un promedio de poco menos de 10 horas todos los días. Julio y agosto son los meses más cálidos con un promedio diurno máximo de 26 °C (79 °F). Por el contrario, el promedio de horas de sol es menos de dos por día en noviembre y solo una y media por día en diciembre y enero. En la primavera, vuelve a hacer más calor con cinco a diez horas de sol al día de marzo a mayo. Abril es el mes más seco del año. Las condiciones climáticas raras pueden traer hasta 50 cm (20 pulgadas) de nieve a Hvidovre en un período de 24 horas durante los meses de invierno, mientras que se sabe que las temperaturas de verano se elevan a alturas de 33, 34, 35 y con un récord de 36,4 °C (97,5 °F) que ocurrió el 10 de agosto de 1975.
Debido a la latitud norte de Hvidovre, el número de horas de luz varía considerablemente entre el verano y el invierno. En el solsticio de verano, el sol sale a las 05:26 y se pone a las 22:58, proporcionando 17 horas 32 minutos de luz diurna. En el solsticio de invierno, sale a las 08:39 y se pone a las 15:41 con 7 horas y 1 minuto de luz del día. Por tanto, existe una diferencia de 10 horas y 31 minutos en la duración de los días y las noches entre los solsticios de verano y de invierno.
| esconderDatos climáticos de Hvidovre, Dinamarca (normales de 2010-2021, extremos de 1768 al presente) | esconderDatos climáticos de Hvidovre, Dinamarca (normales de 2010-2021, extremos de 1768 al presente) | esconderDatos climáticos de Hvidovre, Dinamarca (normales de 2010-2021, extremos de 1768 al presente) | esconderDatos climáticos de Hvidovre, Dinamarca (normales de 2010-2021, extremos de 1768 al presente) | esconderDatos climáticos de Hvidovre, Dinamarca (normales de 2010-2021, extremos de 1768 al presente) | esconderDatos climáticos de Hvidovre, Dinamarca (normales de 2010-2021, extremos de 1768 al presente) | esconderDatos climáticos de Hvidovre, Dinamarca (normales de 2010-2021, extremos de 1768 al presente) | esconderDatos climáticos de Hvidovre, Dinamarca (normales de 2010-2021, extremos de 1768 al presente) | esconderDatos climáticos de Hvidovre, Dinamarca (normales de 2010-2021, extremos de 1768 al presente) | esconderDatos climáticos de Hvidovre, Dinamarca (normales de 2010-2021, extremos de 1768 al presente) | esconderDatos climáticos de Hvidovre, Dinamarca (normales de 2010-2021, extremos de 1768 al presente) | esconderDatos climáticos de Hvidovre, Dinamarca (normales de 2010-2021, extremos de 1768 al presente) | esconderDatos climáticos de Hvidovre, Dinamarca (normales de 2010-2021, extremos de 1768 al presente) | esconderDatos climáticos de Hvidovre, Dinamarca (normales de 2010-2021, extremos de 1768 al presente) |
| Mes                                                                                                   | ene                                                                                                   | feb                                                                                                   | mar                                                                                                   | abr                                                                                                   | Mayo                                                                                                  | jun                                                                                                   | jul                                                                                                   | ago                                                                                                   | sep                                                                                                   | oct                                                                                                   | nov                                                                                                   | dic                                                                                                   | Año                                                                                                   |
| --- | --- | --- | --- | --- | --- | --- | --- | --- | --- | --- | --- | --- | --- |
| Registro alto °C (°F)                                                                                 | 12,4 (54,3)                                                                                           | 15,8 (60,4)                                                                                           | 22,2 (72,0)                                                                                           | 28,6 (83,5)                                                                                           | 32,8 (91,0)                                                                                           | 35,5 (95,9)                                                                                           | 35,4 (95,7)                                                                                           | 36,4 (97,5)                                                                                           | 32,4 (90,3)                                                                                           | 27,1 (80,8)                                                                                           | 18,5 (65,3)                                                                                           | 14,5 (58,1)                                                                                           | 36,4 (97,5)                                                                                           |
| Promedio alto °C (°F)                                                                                 | 5,4 (41,7)                                                                                            | 6,1 (43,0)                                                                                            | 10,1 (50,2)                                                                                           | 14,7 (58,5)                                                                                           | 20,1 (68,2)                                                                                           | 25,1 (77,2)                                                                                           | 25,8 (78,4)                                                                                           | 26,0 (78,8)                                                                                           | 20,7 (69,3)                                                                                           | 14,6 (58,3)                                                                                           | 10,5 (50,9)                                                                                           | 7,1 (44,8)                                                                                            | 15,5 (59,9)                                                                                           |
| Media diaria °C (°F)                                                                                  | 4,2 (39,6)                                                                                            | 4,2 (39,6)                                                                                            | 6,7 (44,1)                                                                                            | 11,0 (51,8)                                                                                           | 16,3 (61,3)                                                                                           | 20,4 (68,7)                                                                                           | 21,7 (71,1)                                                                                           | 21,6 (70,9)                                                                                           | 17,8 (64,0)                                                                                           | 12,6 (54,7)                                                                                           | 9,2 (48,6)                                                                                            | 6,4 (43,5)                                                                                            | 12,7 (54,8)                                                                                           |
| Promedio bajo °C (°F)                                                                                 | 2,3 (36,1)                                                                                            | 2,1 (35,8)                                                                                            | 3,2 (37,8)                                                                                            | 6,5 (43,7)                                                                                            | 11,5 (52,7)                                                                                           | 15,2 (59,4)                                                                                           | 16,5 (61,7)                                                                                           | 16,1 (61,0)                                                                                           | 13,8 (56,8)                                                                                           | 9,8 (49,6)                                                                                            | 6,8 (44,2)                                                                                            | 4,7 (40,5)                                                                                            | 9,0 (48,3)                                                                                            |
| Registro bajo °C (°F)                                                                                 | −10,4 (13,3)                                                                                          | −11,7 (10,9)                                                                                          | −10,2 (13,6)                                                                                          | −4,6 (23,7)                                                                                           | −1,1 (30,0)                                                                                           | 5,3 (41,5)                                                                                            | 7,2 (45,0)                                                                                            | 7,7 (45,9)                                                                                            | 3,1 (37,6)                                                                                            | −3,5 (25,7)                                                                                           | −4,6 (23,7)                                                                                           | −8,9 (16,0)                                                                                           | −11,7 (10,9)                                                                                          |
| Promedio de precipitación mm (pulgadas)                                                               | 43 (1,7)                                                                                              | 34 (1,3)                                                                                              | 41 (1,6)                                                                                              | 18 (0,7)                                                                                              | 34 (1,3)                                                                                              | 42 (1,7)                                                                                              | 38 (1,5)                                                                                              | 52 (2,0)                                                                                              | 43 (1,7)                                                                                              | 56 (2,2)                                                                                              | 23 (0,9)                                                                                              | 41 (1,6)                                                                                              | 465,9 (18,34)                                                                                         |
| Días de precipitación promedio (≥ 0.1 mm)                                                             | 7.3                                                                                                   | 4.5                                                                                                   | 4.0                                                                                                   | 2.3                                                                                                   | 3,5                                                                                                   | 1.8                                                                                                   | 3.3                                                                                                   | 3,7                                                                                                   | 4.3                                                                                                   | 6,7                                                                                                   | 3,0                                                                                                   | 5.3                                                                                                   | 49,6                                                                                                  |
| Días de nieve promedio                                                                                | 1,5                                                                                                   | 1,5                                                                                                   | 0,8                                                                                                   | 0.0                                                                                                   | 0.0                                                                                                   | 0.0                                                                                                   | 0.0                                                                                                   | 0.0                                                                                                   | 0.0                                                                                                   | 0.0                                                                                                   | 0.0                                                                                                   | 2,7                                                                                                   | 5.2                                                                                                   |
| Media de humedad relativa (%)                                                                         | 88 | 83 | 77 | 68 | 69 | 71 | 73 | 74 | 78 | 86 | 87 | 88 | 77 |
| Promedio de horas de sol mensuales                                                                    | 56,8                                                                                                  | 101,6                                                                                                 | 143,1                                                                                                 | 277,6                                                                                                 | 281,0                                                                                                 | 330,1                                                                                                 | 298,3                                                                                                 | 259,2                                                                                                 | 175,3                                                                                                 | 126,9                                                                                                 | 58.0                                                                                                  | 51,8                                                                                                  | 2.159,5                                                                                               |
| Índice ultravioleta medio                                                                             | 0 | 1 | 3 | 4 | 5 | 7 | 6 | 6 | 4 | 2 | 1 | 0 | 3 |
| Fuente:                                                                                               | | | | | | | | | | | | | |

- Datos: Q3590079
- Multimedia: Hvidovre / Q3590079